# بادنجان پیچی
بادنجان پیچی (نام علمی: Fabiana imbricata) نام یک گونه از تیره بادنجانیان است.